# Krew z grobowca mumii
Krew z grobowca mumii (Blood from the Mummy's Tomb) – brytyjski horror z 1971 roku. Film jest adaptacją powieści Brama Stokera pt. The Jewel of Seven Stars.

## Treść
Grupa archeologów, na czele której stoi profesor Julian Fuchs, wyrusza do Egiptu, by odnaleźć grób egipskiej księżniczki Tery. Po pewnym czasie naukowcy odkrywają sarkofag z jej zabalsamowanym ciałem. Uwagę profesora zwraca piękny, rubinowy pierścień na palcu księżniczki. Fuchs zabiera go i jakiś czas później ofiarowuje go swojej córce, Margaret. Niebawem jednak zmarła księżniczka, zaczyna mścić się za zbezczeszczenie jej grobu.

## Obsada
- Andrew Keir - Julian Fuchs
- Valerie Leon - Margaret Fuchs/Królowa Tera
- James Villiers - Corbeck
- Hugh Burden - Geoffrey Dandridge
- George Coulouris - Berigan
- Mark Edwards - Tod Browning
- Rosalie Crutchley - Helen Dickerson
- Aubrey Morris - Doktor Putnam
- David Markham - Doktor Burgess